# 1629 az irodalomban
Az 1629. év az irodalomban.

## Események
- Elkészül Calderón spanyol drámaíró két színműve: El príncipe constante (Az állhatatos fejedelem) és La dama duende (A nő-démon, vagy: A fantom nő).

## Születések
- augusztus 25. – Gyöngyösi István, a magyar barokk ünnepelt költője († 1704)
- december 12. – Polocki Szimeon belorusz bazilita szerzetes, zömmel Moszkvában működött költő, író († 1682)[1]
- ? – Kájoni János (románul Ioan Căianu , latinosítva Johannes Caioni) erdélyi születésű, román családból származó ferences szerzetes, énekszerző és -fordító, a Kájoni-kódex alkotója († 1687)